# Sveti Juraj
Sveti Juraj – wieś w Chorwacji, w żupanii licko-seńskiej, w mieście Senj. W 2011 roku liczyła 599 mieszkańców.